# Суходрев, Виктор Михайлович
Виктор Михайлович Суходре́в (12 декабря 1932 — 16 мая 2014) — советский и российский дипломат и переводчик, Чрезвычайный и Полномочный Посланник 1 класса, личный переводчик высших советских партийных и государственных руководителей, в том числе Никиты Хрущёва и Леонида Брежнева.
Работал также с Михаилом Горбачёвым, Алексеем Косыгиным, Андреем Громыко, Анастасом Микояном и другими лидерами Советского Союза.
По мнению советского дипломата Роланда Тимербаева, Виктор Суходрев обладал великолепным знанием английской речи, дополнявшимся личным артистизмом переводчика. А Фрол Козлов как-то заметил: «С Виктором хорошо — что-то сморозишь, а он исправит».
Интерес СМИ к В. М. Суходреву оставался неизменным на протяжении десятилетий, журналистами он позиционировался как «знаменитость».
В 2012 году В. М. Суходрев стал лауреатом ежегодной Национальной премии «Переводчик года» за выдающийся вклад в укрепление международного авторитета страны и высокие достижения в профессиональной деятельности.
Скончался 16 мая 2014 года в Москве.
Похоронен 19 мая на кладбище села Аксиньино Одинцовского района Московской области.

## Биография

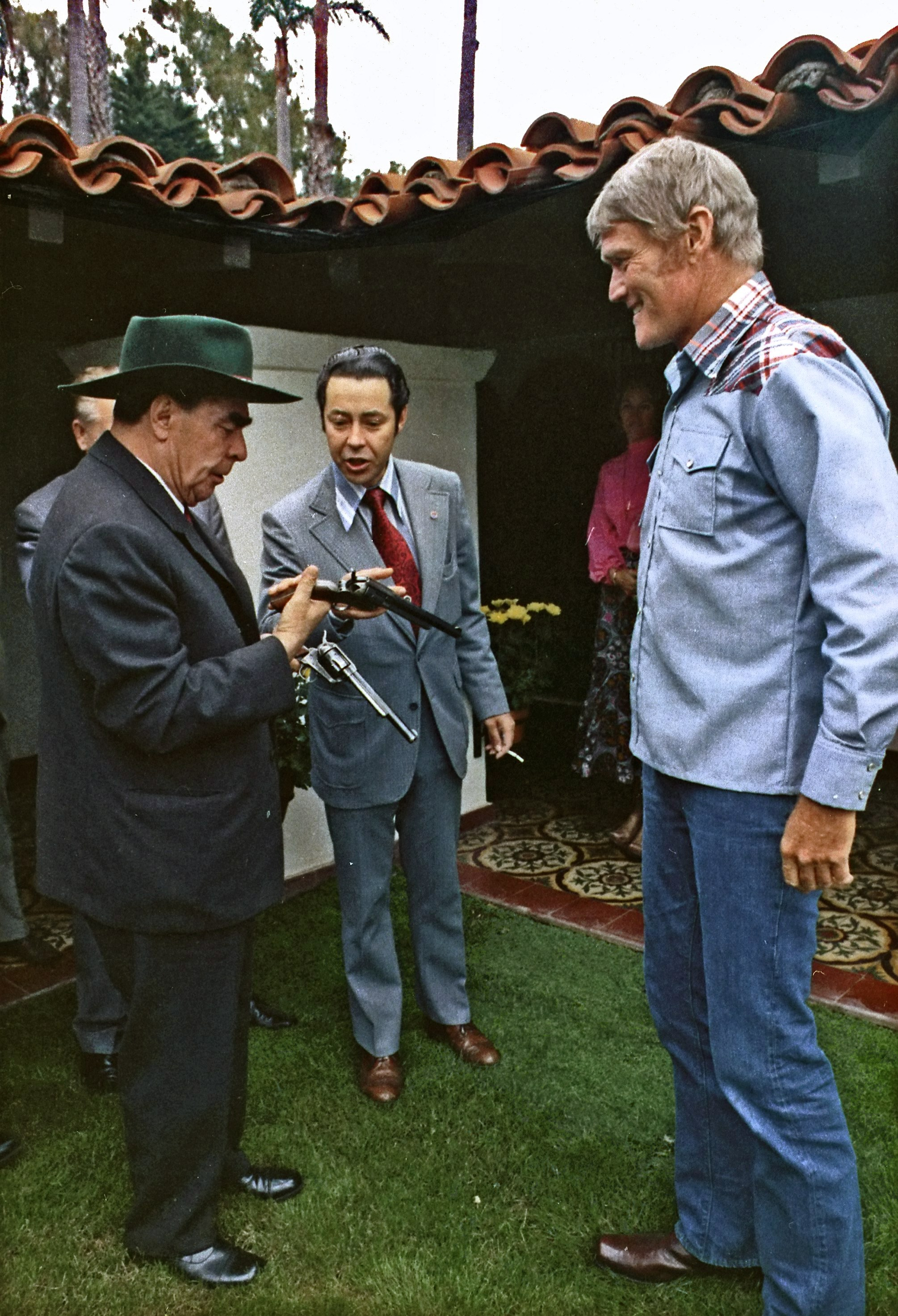
Леонид Брежнев, Виктор Суходрев и Чак Коннорс.
24 июня 1973 года

Родился в Каунасе. Отец Виктора, Михаил Лазаревич Суходрев (1903—1983), уроженец Витебска из еврейской семьи, был полковником ГРУ, разведчиком-нелегалом в США, кавалер ордена Ленина (1951),  ордена Красного Знамени (1950) и двух орденов Красной Звезды (1944, 1947). Мать - Евгения Александровна (1906—1998), работала в торгпредстве Наркомата внешней торговли СССР. Также разведчица, была связисткой в торгпредстве в Лондоне, кавалер двух орденов в том числе  ордена Красной Звезды.
- 1940 — переезд в Лондон с родителями, работавшими в советском посольстве. С 8 лет учился в школе при советском посольстве в Лондоне[11].
- 1945 — возвращение вместе с матерью в Москву.
- 1949 — возвращение из США отца и его скорый уход на пенсию в звании полковника.
- 1951—1956 — учёба на французском отделении в Московском государственном педагогическом институте иностранных языков[12].
- 1956 — работа в бюро переводов МИД.
- 1956 — на приёме послов в Москве переводит фразу: «Мы вас похороним».
- 1959 — первый визит в США с Н. С. Хрущёвым.
- 1961 — переговоры Никиты Хрущёва и Джона Кеннеди в Вене.
- 1967 — Шестидневная война на Ближнем Востоке. Первое использование «Красного телефона».
- 1972 — встреча Брежнева и Киссинджера в Завидово.
- 1973 — Кэмп-Дэвид. Поездка с Никсоном в машине, которой управлял Брежнев.
- 1983 — заместитель заведующего отделом США и Канады МИД СССР.
- 1989 — специальный помощник Генерального Секретаря ООН.
- 1994 — возвращение из США.
- 1994 — ушёл на пенсию в ранге Чрезвычайного и Полномочного Посланника I класса.
- 1999 — выход в свет книги «Язык мой — друг мой».

В. М. Суходрев имел дачу на Николиной горе.

## Семья
Первая жена — Нинель Гринберг. 
Сын — Сергей Викторович Суходрев (род. 1955), переводчик.
Вторая жена — Инна Кмит, актриса.
Третья жена — Инга Дмитриевна Варламова (12.01.1933 — 29.10.2013), преподаватель английского языка, дочь актрисы Татьяны Окуневской. Пасынок — Александр Липницкий, сын Инги Дмитриевны от первого брака (с Давидом Липницким).